# Papaipema sulphurata
Papaipema sulphurata är en fjärilsart som beskrevs av Bird 1926. Papaipema sulphurata ingår i släktet Papaipema och familjen nattflyn. Inga underarter finns listade i Catalogue of Life.